# 楊佩訓
楊佩訓（1545年—1599年），字維式，號仰恂，福建泉州府晉江縣人，民籍，明朝政治人物。

## 生平
隆慶四年（1570年）庚午科福建鄉試第二名舉人。隆慶五年（1571年）登辛未科第二甲第六十八名進士。户部觀政，授戶部主事，二年后父亲去世丁忧归。服除，萬曆四年（1576年）復補原职，次年管理浒墅钞关，任满，改督徐州倉兼董水部分司，榷舟税，历升员外郎、郎中，十一年（1583年）闰二月出为四川左參議，駐涪州，因觸怒巡按御史郝某，十四年以考察调簡。十六年調任廣西蒼梧道右參議，十七年七月升任桂林兵备副使，十九年因考察去职。家居二年，起復四川副使，兵备叙馬泸，駐節馬湖，二十五年八月升任廣西右參政，旋改贵州左参政，二十七年贵州巡抚江东之用兵失事被弹劾，波及杨佩训，遂辞官归乡，抵家数月去世。

## 家族
曾祖楊和；祖父楊寬；父楊鸞，號恂斋，嘉靖丁酉举人，官輝縣知縣。母陳氏。严侍下。兄逢新、依仁、一澄。弟一桂、一濂、佩矩、佩範、佩度、佩準、杨箴。弟杨佩範。